# La Creu (Olius)
La Creu és una masia situada al municipi d'Olius, a la comarca catalana del Solsonès. La finca és de propietat privada, però un parell de convenis signats el 1982 i el 1994 deixen 160 m² a disposició de l'Ajuntament de Solsona. Aquest espai es fa servir per a equipaments de telecomunicacions.